# Farscape (album)
Farscape è un album discografico realizzato da Klaus Schulze (il suo trentasettesimo album) in collaborazione con Lisa Gerrard. Il disco è stato pubblicato nel 2008 e rappresenta la prima di altre collaborazioni tra i due artisti.

## Tracce
Disco 1
1. Liquid Coincidence 1 – 21:59
2. Liquid Coincidence 2 – 30:51
3. Liquid Coincidence 3 – 25:54

Disco 2
1. Liquid Coincidence 4 – 18:18
2. Liquid Coincidence 5 – 18:48
3. Liquid Coincidence 6 – 24:02
4. Liquid Coincidence 7 – 13:38

## Formazione
- Klaus Schulze - tastiere
- Lisa Gerrard - voce